# NGC 7640
NGC 7640 ist eine Balken-Spiralgalaxie mit ausgedehnten Sternentstehungsgebieten vom Hubble-Typ SBc im Sternbild Andromeda am Nordsternhimmel. Neuere Beobachtungen deuten darauf hin, dass die vermehrte Sternentstehung auf Absorption von Materie nach einer Kollision mit einer kleineren Galaxie herrührt.
Sie ist schätzungsweise 26 Millionen Lichtjahre von der Milchstraße entfernt und hat einen Durchmesser von etwa 80.000 Lichtjahren. Gemeinsam mit PGC 71368 und PGC 71596 bildet sie das isolierte Galaxientrio KTG 80.
Das Objekt wurde am 17. Oktober 1786 von dem deutsch-britischen Astronomen Wilhelm Herschel mithilfe seines 18,7-Zoll-Spiegelteleskops entdeckt.